# Ohio (Würfelspiel)
Ohio ist ein Würfelspiel das anspruchsvoller als viele andere Würfelspiele ist. Es ähnelt Kniffel ist aber einfacher strukturiert als dieses und älter.
Beim Ohio darf jeder Spieler sieben Spiele austragen und dabei bis zu drei Mal würfeln.
Dazu werden sechs Würfel benutzt.
Das Ergebnis nach dem bis zu dreimaligen Würfeln wird in ein Tableau eingetragen.
Er kann die Einser, Zweier, Dreier, Vierer, Fünfer oder Sechser sammeln oder eben eine Kombination 1-2-3-4-5-6. Diese Folge ähnelt einem Fluss und heißt daher Ohio.
Nach dem ersten Wurf dürfen genehme Würfel liegen bleiben und die ungeeigneten ein zweites Mal in den Becher gegeben werden.
Dies danach dann auch für einen dritten Versuch.
Danach ist ein Ergebnis einzutragen. Würfelt man vier Einsen, so trägt man vier Punkte bei diesen ein.
Möchte man sein drei Fünfen nutzen, trägt man 15 Punkte bei der Zeile mit den Fünfern ein.
Der Ohio selbst zählt 40 Punkte. Man ist das Spiel über stets bemühmt diesen zu erreichen.
Da dies aber schwer zu erreichen ist, kann man im Fall des Scheiterns alle Würfelpunkte zusammenaddieren und stattdessen eintragen.